# Cobitis saniae
Cobitis saniae — прісноводна риба родини в'юнових (Cobitidae). Описана у 2017 році.

## Назва
Вид названо на честь Санії Еагдері, дочки першого автора доктора Сохейла Еагдері.

## Поширення
Поширений у басейні Каспійського моря від річки Атрек до річки Аракс. Мешкає на повільних ділянках річок з піщаним і мулистим вмістом. 

## Спосіб життя
Цей вид протягом дня ховається в тонкому піску та мулі або на скупченій траві, веде нічний спосіб життя та часто поодиноко. Cobitis saniae віддає перевагу чистій проточній воді. Уздовж західної частини басейну Каспійського моря зустрічається в пониззях річок. Ponticola iranicus, Alburnoides samii, Capoeta gracilis, Barbus cyri, Squalius turcicus і Luciobarbus capito співіснують у типовому місцезнаходженні з C. saniae.